# JCOM
JCOM株式会社（ジェイコム、英: JCOM Co., Ltd.）は、東京都千代田区に本社を置き、日本においてケーブルテレビ事業統括運営（MSO会社のひとつ）および番組供給事業統括運営（MCO）を主たる業務とする企業。KDDIの連結子会社かつ住友商事との折半出資会社である。
旧社名は株式会社ジュピターテレコム（英: Jupiter Telecommunications Co., Ltd.）。ブランド名は「J:COM（読み同じ）」で展開し、グループ会社には商号に「ジェイコム」の文字を冠した企業が多い。

## 概要
1995年（平成7年）、住友商事とアメリカ合衆国の最大手MSOであったTCI（現：リバティ・グローバル（LGI））の合弁によって設立。TCI同様、積極的なM&Aで規模を拡大、日本最大のケーブルテレビ事業者となった。傘下のケーブルテレビ局の多くは都道府県や市区町村といった地方自治体と地元民間企業が合弁で設立した「第三セクター方式」の事業者を買収や提携で傘下に収めたものである。
2007年（平成19年）9月、番組供給事業統括会社のジュピターTVと合併。合併後は社内カンパニー制に移行。ケーブルテレビ事業は「J:COMカンパニー」、番組供給事業は「ジュピターTVカンパニー」が統括していたが、2009年（平成21年）4月の組織改正で社内カンパニー制を廃止した。
2013年（平成25年）12月2日、KDDIの完全子会社であったジャパンケーブルネット（JCN）の全株式を取得、2014年（平成26年）4月1日にJCNを吸収合併した。その後2015年（平成27年）から2019年（令和元年）にかけ従前からの系列局と元JCN系列局の間で再編を実施し、元JCN系列局の法人格がおおむね消滅したほか、関東以東に関しては一部の例外を除きおよそ県域ごとに一社となった。
従来型のHFC回線のケーブルテレビ、インターネット、ケーブルテレビ電話事業の他、戸建て住宅向けにFTTH回線を使用したJ:COM光のサービスも提供している（関西ではオプテージのeo光が同様のサービスを提供しているためJ:COMは提供していなかったが、のちにJ:COMの光回線を利用したサービスを一部エリアで提供）。
2023年7月28日、JCOM、KDDI、住友商事の3社合同リリースにより、これまでKDDIが請け負っていたJCOM以外の地方ケーブルテレビ関連事業をJCOMに集約することになり、2024年1月1日から、ケーブルプラス電話等を含む一連のケーブルプラス事業もJCOMの担当となった。

## 沿革
- 1995年（平成7年）
  - 1月18日 - 株式会社ジュピターテレコム（Jupiter Telecommunications Co., Ltd.）として市ヶ谷住友ビルに設立。
  - 3月 - 株式会社シティケーブルビジョン府中、株式会社小金井市民テレビ、株式会社ケーブルテレビネリマ、および杉並ケーブルテレビ株式会社を取得。
  - 8月29日 - 株式会社ジュピター群馬を設立。
  - 11月 - 福岡ケーブルネットワーク株式会社を設立。
- 1996年（平成8年）
  - 1月 - 株式会社木更津ケーブルテレビを取得。
  - 1月25日 - 株式会社ジュピター宝塚川西を設立。
  - 4月 - 北摂ケーブルネット株式会社を設立。株式会社ケーブルビジョン21、および株式会社ケーブルステーション北九州を取得。
  - 6月19日 - 株式会社ジュピターりんくうを設立。
  - 7月1日 - 株式会社ジュピターかわちを設立。
  - 9月2日 - 株式会社ジュピター和歌山を設立。
  - 9月5日 - 株式会社ケーブルネット下関を設立。
  - 10月 - 土浦ケーブルテレビ株式会社の株式を取得。
  - 10月25日 - 第一種電気通信事業許可を取得。電話事業部を設立。杉並ケーブルテレビ局にてケーブルPhoneサービス開始。
  - 12月 - 決算日を3月末日から12月末日に変更。浦和ケーブル・テレビ・ネットワーク株式会社の株式を取得。
- 1997年（平成9年）
  - 2月3日 - 株式会社ジュピター関西を設立。
  - 5月 - 本社を東京オペラシティタワービル42Fに移転。
  - 6月 - 寒川ケーブルテレビ株式会社を取得。株式会社テレビちがさきの株式を取得。
  - 詳細月日不明 - 連結子会社の株式会社小金井市民テレビが、商号を「株式会社ケーブルコミュニケーション小金井・国分寺」に変更。
- 1998年（平成10年）
  - 2月 - 杉並ケーブルテレビ局において都市型デジタルCATV加入者無線実験局開局
  - 3月 - 大阪ケーブルテレビ株式会社の株式を取得。
  - 4月 - 関西マルチメディアサービス株式会社に出資。
  - 5月 - 練馬局ビル（春日町）竣工。
  - 8月 - 株式会社シーエーティーヴィ横須賀の株式を買取。堺ケーブルテレビ株式会社を取得。
  - 9月 - こうべケーブルテレビ株式会社の株式を取得。有限会社ジェイコムインターネットを設立。
  - 10月 - 電話交換機をDMS-10からDMS-100へのマイグレーション実施。
  - 11月 - 北九州ケーブルテレビ株式会社を取得。
  - 12月 - 吹田ケーブルテレビジョン株式会社の株式を取得。
- 1999年（平成11年）
  - 1月1日 - 
    - 連結子会社の杉並ケーブルテレビ株式会社が、株式会社ケーブルテレビネリマを吸収合併。
    - 株式会社テレビちがさきが、連結子会社の寒川ケーブルテレビ株式会社を吸収合併。
    - 連結子会社の株式会社ジュピター関西が、株式会社ジュピター宝塚川西、株式会社ジュピターかわち、および株式会社ジュピター和歌山を吸収合併。
    - 連結子会社の杉並ケーブルテレビ株式会社が、商号を「株式会社ジェイコム東京」に変更。
    - 株式会社テレビちがさきが、商号を「株式会社ジェイコム湘南（旧）」に変更。
    - 連結子会社の株式会社ジュピター関西が、商号を「株式会社ジェイコム関西（現・ジェイコムウエスト）」に変更。
    - 藤沢ケーブルテレビ株式会社の株式を取得。

  - 3月 - 株式会社ユーアイネット埼玉、株式会社ケーブルテレビ神戸、および株式会社チャンネルウェーブあまがさきの株式を取得。
  - 8月1日 - 
    - 連結子会社の株式会社ケーブルステーション北九州が、北九州ケーブルテレビ株式会社を吸収合併。
    - 連結子会社の株式会社ケーブルステーション北九州が、商号を「株式会社ジェイコム北九州」に変更。

  - 9月1日 - 連結子会社の株式会社ジェイコム関西が、株式会社ジュピターりんくうを吸収合併。
  - 9月 - アットホームジャパン株式会社に出資。
  - 10月1日 - 連結子会社のジェイコム東京が、株式会社シティケーブルビジョン府中、および株式会社ケーブルコミュニケーション小金井・国分寺を吸収合併。
- 2000年（平成12年）
  - 1月1日 - こうべケーブルテレビが、株式会社ケーブルコミュニケーション芦屋を吸収合併。同時に商号を「株式会社ケーブルネット神戸芦屋」に変更。
  - 4月 - 
    - 株式会社チャンネルウェーブあまがさきが、株式会社ケーブルビジョンアイ、および株式会社ケーブルビジョン西宮を吸収合併。同時に商号を「阪神シティケーブル株式会社」に変更。
    - ジェイコム東京が、有限会社ジェイコムインターネットを吸収合併。

  - 7月10日 - 株式会社ユーアイネット埼玉が、商号を「株式会社メディアさいたま」に変更。
  - 9月1日 - 株式会社タイタス・コミュニケーションズ（現・ジェイコムイースト）を完全子会社化[6][7]。同社子会社である株式会社タイタス・スキャット、および株式会社タイタス相鉄を連結子会社化。タイタス・スキャットが、商号を「株式会社ジェイコム札幌」に変更。
  - 10月 - 吹田ケーブルテレビジョン株式会社の株式移転により、関西ケーブルネット株式会社の株式を取得。
  - 12月 - ケーブルスカイネット企画株式会社に出資[8]。
- 2001年（平成13年）
  - 1月1日 - 連結子会社のジェイコム関西が、堺ケーブルテレビ株式会社を吸収合併。
  - 3月1日 - 株式会社ケーブルネットワークやちよを取得[9]。
  - 4月1日 - 藤沢ケーブルテレビが、株式会社ジェイコム湘南、および株式会社シーエーティーヴィ横須賀を吸収合併。同時に商号を「株式会社ジェイコム湘南」に変更。
  - 7月10日 - 和泉シーエーティヴィ株式会社を取得[10]。
  - 8月10日 - 株式会社スーパーネットワークユーを取得[11]。
  - 9月1日
    - ブランドを「J-COM」から「J-COM Broadband」に変更[12]。
    - 連結子会社のタイタス・コミュニケーションズが、商号を「株式会社ジェイコム関東」に変更[13]。
    - 連結子会社のタイタス相鉄が、商号を「株式会社ジェイコム大和」に変更[13]。
    - 連結子会社のジュピター群馬が、商号を「株式会社ジェイコム群馬」に変更[13]。
- 2002年（平成14年）
  - 1月1日 - 連結子会社の株式会社ジェイコム関西が、大阪ケーブルテレビ株式会社を吸収合併[14]。
  - 2月1日 - 連結子会社の株式会社ジェイコム関東が、株式会社ジェイコム大和を吸収合併[15]。
  - 2月 - 有限会社ジェイコムファイナンスを設立。
  - 4月 - 
    - グリーンシティケーブルテレビ株式会社の株式を取得。
    - アットホームジャパン株式会社を子会社化。

  - 6月 - アットホームジャパンが、商号を「アットネットホーム株式会社」に変更。
  - 7月 - ケーブルスカイネット企画株式会社を清算。
  - 8月 - ジェイコム関東が、前橋局の営業権を株式会社ジェイコム群馬に譲渡。
  - 11月1日 - 連結子会社のジェイコム関西が、和泉シーエーティヴィを吸収合併。
- 2004年（平成16年）
  - 7月 - 株式会社ケーブルシステムに出資。
  - 8月1日 - 連結子会社のジェイコム関西が、泉大津ケーブルテレビを吸収合併。
- 2005年（平成17年）
  - 2月 - 株式会社調布ケーブルテレビジョンを連結子会社化。
  - 3月23日
    - ブランドを「J-COM Broadband」から「J:COM」に変更。マスコットキャラクター「u:go」誕生
    - ジャスダック証券取引所に上場。

  - 4月1日 - 連結子会社の株式会社スーパーネットワークユーが、株式会社ケーブルネットワークやちよ、および株式会社木更津ケーブルテレビを吸収合併。同時に商号を「株式会社ジェイコム千葉」に変更。
  - 7月29日 - 日本デジタル配信株式会社（JDS）を持分法適用関連会社化。
  - 9月30日 - 株式会社小田急情報サービスを完全子会社化。
  - 11月7日 - 株式会社ケーブルテレビ神戸を連結子会社化。
- 2006年（平成18年）
  - 1月1日 - 連結子会社の小田急情報サービスが、商号を「株式会社ジェイコムせたまち」に変更。
  - 1月6日 - 関西マルチメディアサービス株式会社を連結子会社化。
  - 1月10日 - 六甲アイランドケーブルビジョン株式会社を連結子会社化。
  - 4月6日 - さくらケーブルテレビ株式会社を連結子会社化。
  - 6月1日 - 連結子会社の浦和ケーブル・テレビ・ネットワークが、メディアさいたまを吸収合併。同時に商号を「株式会社ジェイコムさいたま」に変更。
  - 9月28日 - ケーブルウエスト株式会社を連結子会社化。同社子会社である吹田ケーブルテレビジョン株式会社、豊中・池田ケーブルネット株式会社、高槻ケーブルネットワーク株式会社、東大阪ケーブルテレビ株式会社、および北河内ケーブルネット株式会社を連結子会社化。
- 2007年（平成19年）
  - 8月1日 - 連結子会社のジェイコム関東が、ジェイコムせたまち、および調布ケーブルテレビジョンを吸収合併。
  - 9月1日 - 
    - 株式会社ジュピターTVと合併。
    - 社内カンパニー制を導入。ケーブルテレビ統括事業を統括する「J:COMカンパニー」、および番組供給事業を統括する「ジュピターTVカンパニー」を新設。
- 2008年（平成20年）
  - 1月1日 - 連結子会社のジェイコム関西が、ケーブルウエスト、および北摂ケーブルネットを吸収合併。同時に商号を「株式会社ジェイコムウエスト」に変更。
  - 1月31日 - 株式会社京都ケーブルコミュニケーションズを連結子会社化。
  - 7月1日 - 連結子会社のジェイコム東京が、さくらケーブルテレビを吸収合併。
  - 8月25日 - 福岡ケーブルネットワーク株式会社を連結子会社化。
  - 9月1日 - 連結子会社の福岡ケーブルネットワークが、株式会社ケーブルビジョン21を吸収合併。同時に商号を「株式会社ジェイコム福岡」に変更。
  - 12月1日 - 
    - 連結子会社のジェイコムウエストが、京都ケーブルコミュニケーションズを吸収合併。
    - 株式会社城北ニューメディアを連結子会社化。

  - 12月25日 - 株式会社メディアッティ・コミュニケーションズを連結子会社化。
- 2009年（平成21年）
  - 1月1日 - 連結子会社のジェイコムテクノロジーが、アットネットホームを吸収合併。同時に商号を「株式会社テクノロジーネットワークス」に変更。
  - 4月1日 - 
    - 連結子会社のメディアッティ・コミュニケーションズを吸収合併。
    - 株式会社シティケーブルネット、株式会社シティテレコムかながわ、江戸川ケーブルテレビ株式会社、株式会社メディアッティ東上、宮城ネットワーク株式会社、および株式会社横浜テレビ局を連結子会社化。
    - 連結子会社のメディアッティ東上が、商号を「株式会社ジェイコム東上」に変更。

  - 5月1日 - 連結子会社のジェイコムウエストが、北河内ケーブルネット株式会社を吸収合併。
  - 10月1日 - 株式会社ジェイ・スポーツ・ブロードキャスティングを連結子会社化。
  - 11月24日 - 本社機能を東京都千代田区丸の内の丸の内トラストタワーN館に移転。
- 2010年（平成22年）
  - 2月1日 - 連結子会社のケーブルネット神戸芦屋が、財団法人京阪神ケーブルビジョンより「すずらんケーブル」の事業を譲受[16]。
  - 2月18日 - KDDIが筆頭株主となる。
  - 4月1日 - 連結子会社のケーブルネット神戸芦屋が、財団法人神戸市開発管理事業団より「こうべケーブルビジョン」の事業を譲受[17]。
  - 4月21日 - 住友商事が筆頭株主となる。
  - 6月1日 - 連結子会社の江戸川ケーブルテレビが、財団法人東京ケーブルビジョンより「ケーブルビジョン葛西」の事業を譲受[18]。
  - 8月1日 - 連結子会社のジェイコム関東が、「J:COM 秦野・伊勢原」を開局[19][20]。
  - 11月1日 - 連結子会社のジェイコム東京が、株式会社城北ニューメディアを吸収合併[21]。
- 2011年（平成23年）
  - 1月1日 - 連結子会社のジェイコム北九州が、ジェイコム福岡を吸収合併[22]。同時に商号を「株式会社ジェイコム九州」に変更[22]。
  - 3月1日 - 連結子会社のジェイコムさいたまが、シティケーブルネット、およびジェイコム東上を吸収合併[23]。
  - 4月1日 - 連結子会社のテクノロジーネットワークスが、関西マルチメディアサービス株式会社を吸収合併[24]。
  - 7月1日 - 連結子会社のジェイコム関東が、江戸川ケーブルテレビ、シティテレコムかながわ、および横浜テレビ局を吸収合併[25]。
  - 10月1日 - 連結子会社のジェイコム関東が、宮城ネットワーク株式会社を吸収合併[26]。同時に商号を「株式会社ジェイコムイースト」に変更[26]。
- 2012年（平成24年）3月30日 - アスミック・エース エンタテインメント株式会社を連結子会社化[27]。
- 2013年（平成25年）
  - 1月1日 - 連結子会社のジェイコムウエストが、ケーブルネット神戸芦屋、吹田ケーブルテレビジョン、豊中・池田ケーブルネット、高槻ケーブルネットワーク、および東大阪ケーブルテレビを吸収合併[28]。
  - 4月17日 - KDDIの連結子会社化[29][30]。
  - 7月30日 - 上場廃止。
  - 8月2日 - 住友商事およびKDDIの折半出資企業になる。
  - 9月4日 - アイピー・パワーシステムズ株式会社を連結子会社化[31]。
  - 12月2日 - ジャパンケーブルネット株式会社を連結子会社化[32][33]。同社子会社である株式会社JCN足立、株式会社JCN市川、株式会社JCN大田ケーブルネットワーク、株式会社JCN小田原、株式会社JCN鎌倉、株式会社JCN関東、株式会社JCN北ケーブル、株式会社JCN熊谷、株式会社JCNくまもと、株式会社JCNコアラ葛飾、株式会社JCN埼玉、株式会社JCN千葉、株式会社JCNテレメディア八王子、株式会社JCNシティテレビ中野、JCN日野ケーブルテレビ株式会社、株式会社JCN船橋習志野、株式会社JCNマイテレビ、株式会社JCNみなと新宿、株式会社JCN武蔵野三鷹、株式会社JCN横浜を連結子会社化[32]。
- 2014年（平成26年）
  - 4月1日 - 連結子会社のジャパンケーブルネットを吸収合併[34][35][36]。
  - 7月1日
    - 連結子会社の株式会社テクノロジーネットワークスを吸収合併[37]。
    - 連結子会社の株式会社JCN足立が、商号を「株式会社ジェイコム足立」に変更[38]。
    - 連結子会社の株式会社JCN市川が、商号を「株式会社ジェイコム市川」に変更[38]。
    - 連結子会社の株式会社JCN大田ケーブルネットワークが、商号を「株式会社ジェイコム大田」に変更[38]。
    - 連結子会社の株式会社JCN小田原が、商号を「株式会社ジェイコム小田原」に変更[38]。
    - 連結子会社の株式会社JCN鎌倉が、商号を「株式会社ジェイコム鎌倉」に変更[38]。
    - 連結子会社の株式会社JCN関東が、商号を「株式会社ジェイコム北関東」に変更[38]。
    - 連結子会社の株式会社JCN北ケーブルが、商号を「株式会社ジェイコム東京北」に変更[38]。
    - 連結子会社の株式会社JCN熊谷が、商号を「株式会社ジェイコム熊谷」に変更[38]。
    - 連結子会社の株式会社JCNくまもとが、商号を「株式会社ジェイコム熊本」に変更[38]。
    - 連結子会社の株式会社JCNコアラ葛飾が、商号を「株式会社ジェイコム東葛葛飾」に変更[38]。
    - 連結子会社の株式会社JCN埼玉が、商号を「株式会社ジェイコム川口戸田」に変更[38]。
    - 連結子会社の株式会社JCN千葉が、商号を「株式会社ジェイコム千葉セントラル」に変更[38]。
    - 連結子会社の株式会社JCNテレメディア八王子が、商号を「株式会社ジェイコム八王子」に変更[38]。
    - 連結子会社の株式会社JCNシティテレビ中野が、商号を「株式会社ジェイコム中野」に変更[38]。
    - 連結子会社のJCN日野ケーブルテレビ株式会社が、商号を「株式会社ジェイコム日野」に変更[38]。
    - 連結子会社の株式会社JCN船橋習志野が、商号を「株式会社ジェイコム船橋習志野」に変更[38]。
    - 連結子会社の株式会社JCNマイテレビが、商号を「株式会社ジェイコム多摩」に変更[38]。
    - 連結子会社の株式会社JCNみなと新宿が、商号を「株式会社ジェイコム港新宿」に変更[38]。
    - 連結子会社の株式会社JCN武蔵野三鷹が、商号を「株式会社ジェイコム武蔵野三鷹」に変更[38]。
    - 連結子会社の株式会社JCN横浜が、商号を「株式会社ジェイコム南横浜」に変更[38]。
- 2015年（平成27年）
  - 1月1日 - 連結子会社のジェイコム北関東が、株式会社ジェイコム熊谷を吸収合併[39]。
  - 2月1日 - 連結子会社のジュピターゴルフネットワーク株式会社が、株式会社YourGolf Onlineを吸収合併[40]。
  - 4月1日 - 連結子会社のジェイコム湘南が、ジェイコム鎌倉を吸収合併[41]。
  - 6月1日 - 株式会社ジェイコムハートを設立し、連結子会社化[42]。
  - 7月1日 - 株式会社エニーを連結子会社化[43]。同社子会社である株式会社日本音声保存および株式会社東京シーディーセンターを連結子会社化[43]。
  - 9月 - 株式会社ジェイコムハートが事業開始し、特例子会社化[42]。
- 2016年（平成28年）
  - 3月14日 - ジュピターショップチャンネル株式会社を連結子会社化[44][45]。
  - 4月1日 - 
    - 連結子会社のジェイコム九州が、株式会社ジェイコム熊本を吸収合併[46]。
    - 連結子会社のジェイコムイーストが、ジェイコム小田原を吸収合併[47]。
    - 連結子会社のエニーが、子会社の日本音声保存および東京シーディーセンターを吸収合併[48]。

  - 6月28日 - 大分ケーブルテレコム株式会社を連結子会社化[49]。同社子会社のOCTテクノロジー株式会社、OCTクリエイト株式会社、株式会社ビクトリア通信および臼杵ケーブルネット株式会社を連結子会社化[49]。
- 2017年（平成29年）
  - 4月1日 - 連結子会社の大分ケーブルテレコムの完全子会社であるOCTテクノロジーが、OCTクリエイトを吸収合併[50]。同時に商号を「ジェイコム大分エンジニアリング株式会社」に変更[50]。
  - 5月11日 - 連結子会社のジュピターゴルフネットワークが、ゴルフネットワークプラス株式会社を設立[51]。
- 2018年（平成30年）
  - 1月1日 - 連結子会社の株式会社ジェイコム千葉が、株式会社ジェイコム船橋習志野を吸収合併[52]。
  - 4月3日 - 株式会社プルークスを連結子会社化[53]。
  - 7月1日 - 連結子会社のジェイコム東京が、株式会社ジェイコム東京北を吸収合併[54]。
- 2019年（平成31年/令和元年）
  - 1月1日 - 連結子会社の株式会社ジェイコム東京が、株式会社ジェイコム港新宿を吸収合併[55]。
  - 4月1日 - 
    - 連結子会社のジェイコム東京が、ジェイコム大田、ジェイコム中野、ジェイコム武蔵野三鷹、ジェイコム日野、ジェイコム多摩、ジェイコム八王子およびジェイコム足立を吸収合併[55]。
    - 連結子会社のジェイコム湘南が、ジェイコム南横浜を吸収合併[56]。商号を「株式会社ジェイコム湘南・神奈川」に変更[56]。
    - 連結子会社のジェイコムさいたまが、ジェイコム川口戸田およびジェイコム北関東を吸収合併[56]。商号を「株式会社ジェイコム埼玉・東日本」に変更[56]。
    - 連結子会社のジェイコム千葉が、ジェイコム市川、ジェイコム千葉セントラルおよびジェイコム東葛葛飾を吸収合併[56]。

  - 6月1日 - 
    - 連結子会社のジェイコムイーストが、相模原・大和局、町田・川崎局、秦野・伊勢原局、かながわセントラル局、横浜テレビ局および小田原局を吸収分割し、それらをジェイコム湘南・神奈川が継承[56]。
    - ジェイコムイーストが、群馬局および仙台局を吸収分割し、それらをジェイコム埼玉・東日本が継承[56]。
    - ジェイコムイーストが、東関東局を吸収分割し、それらをジェイコム千葉が継承[56]
    - 連結子会社のジェイコム東京が、ジェイコムイーストを吸収合併[55]。
- 2021年（令和3年）7月1日 - JCOM株式会社に社名変更[57]。
- 2023年（令和5年）
  - 7月1日 - 連結子会社のジェイコム千葉が、株式会社千葉ニュータウンセンターより「らーばんねっと」の事業を譲受[58]。
  - 12月1日 - パラマウント・グローバル、並びにWOWOWとの協業でParamount+を展開[59]。
- 2024年（令和6年）1月1日 - KDDIが運営しているケーブルテレビ事業（ケーブルプラス電話やSmart TV Boxなど）を引き継ぐ[60]。
- 2025年（令和7年）7月1日 - BSデジタル放送局の「BS松竹東急」を買収した上で局名を「J:COM BS」に改称し、同日から放送開始[61]。同日付で社名も「JCOM BS株式会社」に変更。

## 事業所
本支社
- 本社
  - 東京都千代田区丸の内1丁目8番1号 丸の内トラストタワーN館

## グループ企業
- 2023年（令和5年）7月1日現在。

### ケーブルテレビ事業
- 株式会社ジェイコム札幌
  - 〒062-8624 北海道札幌市豊平区月寒東2条18丁目7番20号
- 株式会社ジェイコム東京
  - 〒177-0033 東京都練馬区桜台1丁目1番地6号
- 株式会社ジェイコム湘南・神奈川
  - 〒238-0013 神奈川県横須賀市平成町1丁目1番地
- 株式会社ジェイコム埼玉・東日本
  - 〒330-0061 埼玉県さいたま市浦和区常盤10丁目4番1号
- 株式会社ジェイコム千葉
  - 〒279-0013 千葉県浦安市入船1丁目5番2号 プライムタワー新浦安17階
- 土浦ケーブルテレビ株式会社
  - 〒300-0051 茨城県土浦市真鍋1丁目11番12号 延増第一ビル
- 横浜ケーブルビジョン株式会社
  - 〒240-0005 神奈川県横浜市保土ケ谷区神戸町134番地 横浜ビジネスパークウエストタワー10階
- 株式会社ジェイコムウエスト
  - 〒540-0012 大阪府大阪市中央区谷町2丁目3番12号 マルイト谷町ビル
- 株式会社ジェイコム九州
  - 〒810-0071 福岡県福岡市中央区那の津3丁目13番10号 J:COMメディアプラザ
- 株式会社ケーブルネット下関
  - 〒751-0816 山口県下関市椋野町3丁目25番35号
- 大分ケーブルテレコム株式会社
  - 〒870-1193 大分県大分市松が丘3丁目1番12号
- ジェイコム大分エンジニアリング株式会社
- 株式会社ビクトリア通信
- 臼杵ケーブルネット株式会社
- 大分県デジタルネットワークセンター株式会社（持分法適用関連会社）
- グリーンシティケーブルテレビ株式会社（持分法適用関連会社）

### メディア事業
- ジュピターエンタテインメント株式会社
- ジュピターゴルフネットワーク株式会社
- 株式会社ジェイ・スポーツ
- チャンネル銀河株式会社
- 株式会社ジュピタービジュアルコミュニケーションズ
- ジュピターサテライト放送株式会社
- アスミック・エース株式会社
- 株式会社プルークス
- ディスカバリー・ジャパン株式会社（持分法適用関連会社）
- 株式会社インタラクティーヴィ（持分法適用関連会社）
- 株式会社エー・ティー・エックス（持分法適用関連会社）
- JCOM BS株式会社（旧：BS松竹東急株式会社）

### 電力関連事業
- アイピー・パワーシステムズ株式会社

### イベント事業
- 株式会社エニー

### 通販事業
- ジュピターショップチャンネル株式会社

### 特例子会社
- 株式会社ジェイコムハート

### その他事業
- 日本デジタル配信株式会社（持分法適用関連会社）
- オープンワイヤレスプラットフォーム合同会社（持分法適用関連会社）
- 株式会社メディアクリエイト（韓国 株式会社SBSグループ）（持分法適用関連会社）
- ゴルフネットワークプラス株式会社（持分法適用関連会社）

## CM
- かつてジュピターテレコムのCMには内田恭子が出演していた。2009年（平成21年）10月1日から内田恭子をキャスティングして「外国人プレス」「のぼせてます（海外）」篇等を放映。2011年末で契約が終わったため、現在はカタログ類に内田恭子の写真は使われていない。
- 2011年10月1日から、ざっくぅをメインキャラクターとするCMを放映[注釈 2]
- 2018年11月17日から、傘下のアスミック・エースが配給する映画『カメラを止めるな!』のキャスト陣らが登場するCMを放映。
- 2019年8月から、安田顕、堀田真由が出演するCMを放映。
- 2020年11月から、吉高由里子が出演するCMを放映[62]。2022年2月20日から4月3日までは上島竜兵も出演していた[63][64]。